# Pogonatum tahitense
Pogonatum tahitense là một loài Rêu trong họ Polytrichaceae. Loài này được Schimp. miêu tả khoa học đầu tiên năm 1894.